# دهیوالا-ماونت لاوینیا
دهیوالا-ماونت لاوینیا (به لاتین: Dehiwala-Mount Lavinia) یک منطقهٔ مسکونی در سری‌لانکا است که در ناحیه کلمبو واقع شده‌است و در استان غربی، سری‌لانکا قرار دارد.

## خصوصیات
دهیوالا-ماونت لاوینیا ۲۱۰٬۵۴۶ نفر جمعیت دارد.